# Lucien Hérouard
Pour les articles homonymes, voir Hérouard.
Lucien Hérouard est un footballeur français, né le 30 juillet 1921 à Sanvic et décédé le 2 janvier 2004 au Havre. Il évolue au poste d'attaquant puis de défenseur au début de l'année 1940 jusqu'en 1953. 
Il va évoluer dans trois clubs de division 1 (Le Havre, CO Roubaix, Stade Clermontois) et trois clubs de division 2 (AS Troyes sainte-Savine, SC  Amiens, FC Nantes) jouant 10 saisons au plus haut niveau
Après des débuts au Havre AC, il joue au Stade clermontois,puis à l'AS Troyes de septembre 1945 a décembre  1945 au CO Roubaix-Tourcoing DE Janvier 1946 A Juin 1946, puis est transféré à l'Amiens SC où il jouera de 1947 a 1951 et au FC Nantes de 1951 a 1953.

## Biographie
Lucien René Herouard est né  le 30 juillet 1921 à Sanvic, commune rattachée au Havre en 1955.
Il est issu d'une famille de sept enfants, quatre sœurs et deux frères (Raymonde, André, Jacques, Christiane, Jacqueline (21 décembre 1927-), Paulette (2 juillet 1924-3 mars 2010)) son père Ernest et sa mère  Alice tienne une charcuterie dans le quartier de Sanvic. 
Il commence sa carrière professionnelle au Havre AC lors de la saison 1940-1941 jouant quatre rencontres et marquant deux buts, mais il est obligé d'interrompre sa carrière pendant trois ans à la suite de la Seconde Guerre mondiale, changeant même de nom (Le Gac) pour échapper au STO. Il va jouer sous ce nom a EDS Montlucon puis Il retrouve un club Stade clermontois en 1945 jouant pendant six mois  en tant qu'avant-centre de janvier 1945 à juin 1945, pour lequel il joue 18 matchs et marque seize buts en Division 1 en 1944-1945 (groupe Sud) il finira avec Clermont quatrième du championnat, la guerre étant finie, il retourne dans le nord à l'AS Troyes en division 2 où il joue le début de la saison de septembre 1945 à décembre 1945 puis est transféré au Club olympique Roubaix-Tourcoing où il joue de janvier 1946 à juin 1946 avec lequel il finit troisième de première  division, inscrivant deux buts, il signe ensuite au Amiens SC où il fera le plus gros de sa carrière de juillet 1946 à juin 1951, il y jouera plus de 150 matchs de division 2 et marquera 22 buts puis finit sa carrière au FC Nantes de juillet 1951 à juin 1953 en qualité d'arrière latéral. Il met un terme à sa carrière professionnelle et retourne au Havre où il vivra jusqu'à la fin de sa vie.
Il dispute 37 matchs dans le championnat de France de division 1 (Le Havre-Stade Clermontois-CO  Roubaix) et226 matchs dans le championnat de France de division 2.
Il commence sa carrière comme avant centre avec Le Havre AC en 1940 puis à Clermont, ensuite il alternera plusieurs postes (latéral gauche, avant centre, ailier gauche) notamment à Troyes, Roubaix et Amiens. Il joue ensuite aux postes de latéral gauche ou avant-centre à Amiens SC, enfin il finit sa carrière au FC Nantes comme latéral gauche de 1951 à 1953.

## Statistiques
| Saison                | Club                   | Championnat           | Championnat | Championnat | Coupe(s) nationale(s) | Coupe(s) nationale(s) | Total | Total |
| Saison                | Club                   | Division              | M.          | B.          | M.                    | B.                    | M.    | B.    |
| 1940-1941             | Le Havre Athletic Club | 1                     | 4           | 2           | 1                     | 0                     | 5     | 2     |
| 1945-1945             | Stade clermontois      | 1                     | 18          | 16          | 3                     | 3                     | 21    | 19    |
| 1945-1945             | AS Troyes              | 2                     | 15          | 5           | 1                     | 0                     | 16    | 5     |
| 1946-1946             | CO Roubaix-Tourcoing   | 1                     | 15          | 2           | 0                     | 0                     | 15    | 2     |
| 1946-1947             | Amiens AC              | 2                     | 32          | 13          | 2                     | 0                     | 34    | 13    |
| 1947-1948             | Amiens AC              | 2                     | 32          | 7           | 1                     | 0                     | 33    | 7     |
| 1948-1949             | Amiens AC              | 2                     | 32          | 6           | 1                     | 0                     | 33    | 6     |
| 1949-1950             | Amiens AC              | 2                     | 32          | 1           | 1                     | 0                     | 33    | 1     |
| 1950-1951             | Amiens AC              | 2                     | 32          | 0           | 2                     | 0                     | 34    | 0     |
| 1951-1952             | FC Nantes              | 2                     | 32          | 0           | 1                     | 0                     | 33    | 0     |
| 1952-1953             | FC Nantes              | 2                     | 19          | 0           | 1                     | 0                     | 20    | 0     |
| Total sur la carrière | Total sur la carrière  | Total sur la carrière | 263         | 52          | 14                    | 3                     | 277   | 55    |